# Siikainen
Siikainen [ˈsiːkɑi̯nen] (schwedisch Siikais) ist eine Gemeinde mit 1308 Einwohnern (Stand 31. Dezember 2022) in Westfinnland.
Sie liegt im Küstenhinterland der Landschaft Satakunta. Gegen Osten steigt das Gelände zum Moränenrücken des Suomenselkä an. Weite Teile des Gemeindegebiets sind bewaldet oder versumpft; diese Geländebedingungen wissen zumindest die finnischen Rallye-Fahrer zu schätzen, die hier ganzjährig eine ihrer beliebtesten Teststrecken nutzen.
Die Gemarkung zählte seit dem Mittelalter zum Kirchspiel Merikarvia und besteht seit 1771 als eigenständige Kirchengemeinde, als politische Gemeinde seit 1886. Sie umfasst neben dem Kirchdorf Siikainen die Dörfer Haapakoski, Hirvijärvi, Leppijärvi, Leväsjoki, Nauriskoski, Osara, Otamo, Petkele, Pyntäinen, Saarikoski, Sammi, Samminmaja und Vuorijärvi. Die hölzerne Pfarrkirche wurde 1888 bis 1889 nach Plänen von K. A. Reinius erbaut, nachdem der Vorgängerbau nach einem Blitzschlag abgebrannt war.

## Persönlichkeiten
- Antti Kalliomäki (* 1947), Stabhochspringer und Politiker
- Reijo Mäki (* 1958), Krimiautor